# 레이먼드 제임스 스타디움
레이먼드 제임스 스타디움(Raymond James Stadium)은 미국의 다목적 경기장으로 1999년에서 2001년 사이 미국 프로축구 MLS의 탬파베이 뮤터니가 홈구장으로 사용하기도 했고 2020년에는 XFL 소속 탬파베이 바이퍼스의 홈 경기장으로 사용되었다. 이밖에도 슈퍼볼 LV, 레슬매니아 37 등 스포츠 이벤트 경기장으로도 사용되었으며 현재는 NFL 탬파베이 버커니어스, NCAA의 사우스 플로리다 대학교 등의 홈 경기장으로 사용되고 있다.

## 개요
경기장 안에는 길이 31m, 무게 43톤의 철과 콘크리트로 된 해적선 모형이 있는데 홈팀인 탬파베이 버커니어스가 터치 다운을 성공시켰을 때 가벼운 고무공과 색종이를 발사한다.

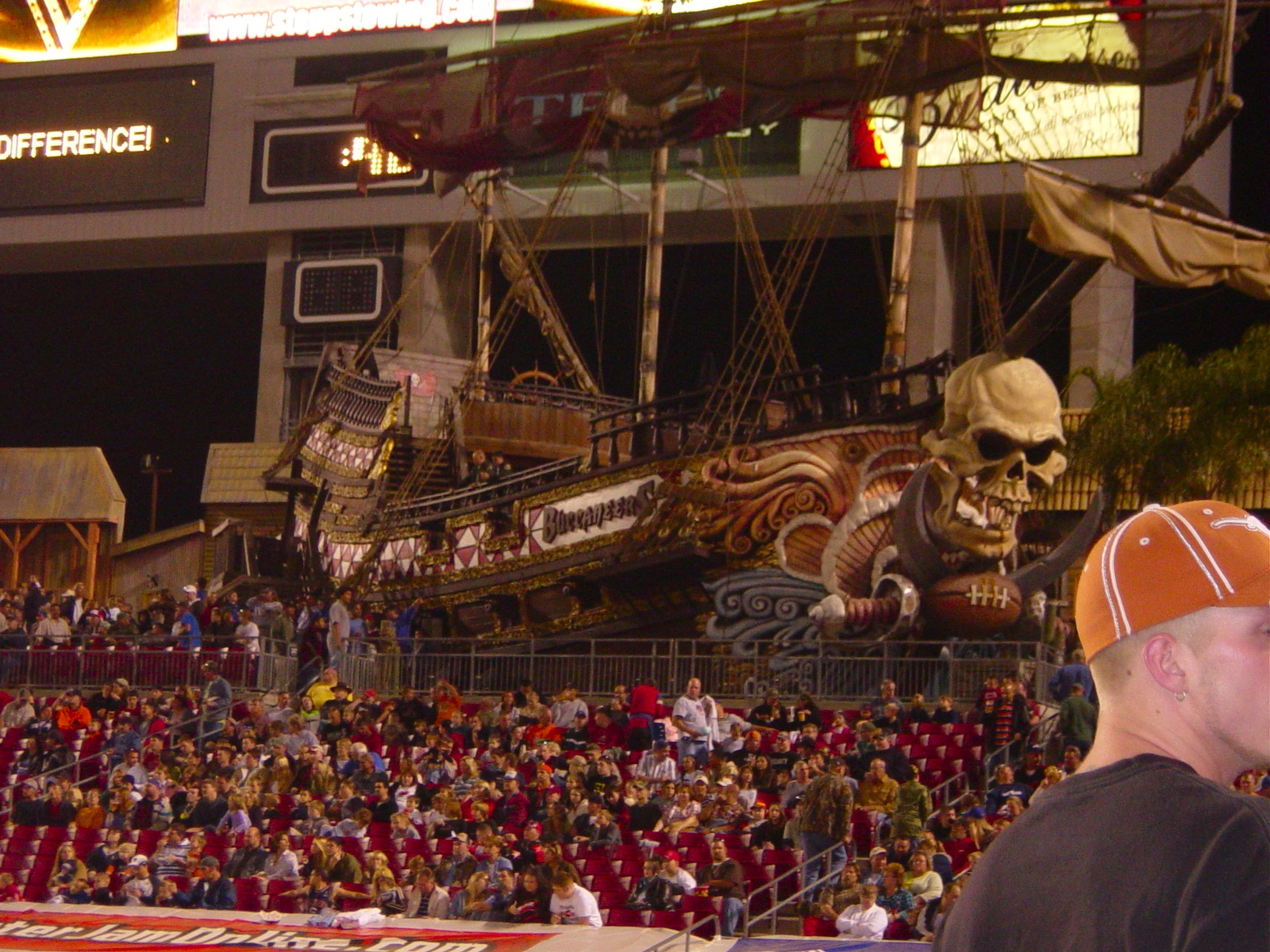
경기장 안의 모형 해적선